# Рощина Надія Миколаївна
Рощина Надія Миколаївна (30 червня 1954) — радянська академічна веслувальниця.
Срібна призерка Олімпійських Ігор 1976 року в складі вісімки.